# Fleury François Richard
Fleury François Richard (Lione, 25 febbraio 1777 – Écully, 14 marzo 1852) è stato un pittore francese.

## Biografia
Figlio di un magistrato, François Richard studiò dapprima nell'Oratorio e quindi nella Scuola di Disegno di Lione, dove ebbe l'occasione di incontrare Pierre Révoil.
Nel 1796 andò a Parigi e fu accolto nell'atelier di Jacques-Louis David. I suoi esordi furono molto promettenti e gli procurarono un notevole successo. Forte di questi risultati Richard iniziò a frequentare i salotti della Parigi intellettuale, dove il suo stile "troubadour" (trovatore) incontrava particolare favore. Divenne così il pittore prediletto dell'Imperatrice, che acquistò diverse sue tele, soprattutto quando la fama europea delle sue prime opere fu decantata da Madame de Staël.
Nel 1808 aprì uno studio nel palazzo di S.Pietro a Lione, dove godeva di grande reputazione; questo studio gli venne offerto dalla città a titolo di ringraziamento per la notorietà che egli, di riflesso, conferiva anche alla città medesima.
Nel 1809 fu introdotto nella "Loggia Scozzese d'Isis" e cinque anni più tardi sposò Blanche Menut, figlia di un banchiere.  Nel 1815 fu nominato Cavaliere della Legion d'Onore.
In un momento di scarsa ispirazione Richard si mise in viaggio e visitò Ginevra, Milano, Torino e gran parte del Delfinato. Un anno dopo il suo ritorno, nel 1818, venne nominato professore nella scuola di Belle arti di Lione, impegno che egli onorò sino al 1823.
Giunto all'età di 74 anni, era il 1851, Richard smise di dipingere e si ritirò a Écully, dove scrisse alcuni libri: testi con notizie e dati su vari pittori, i suoi "Ricordi", nonché  un'opera in cui espose "Qualche riflessione sull'insegnamento della pittura nelle città minori" (l'originale dice: "le città di second'ordine").

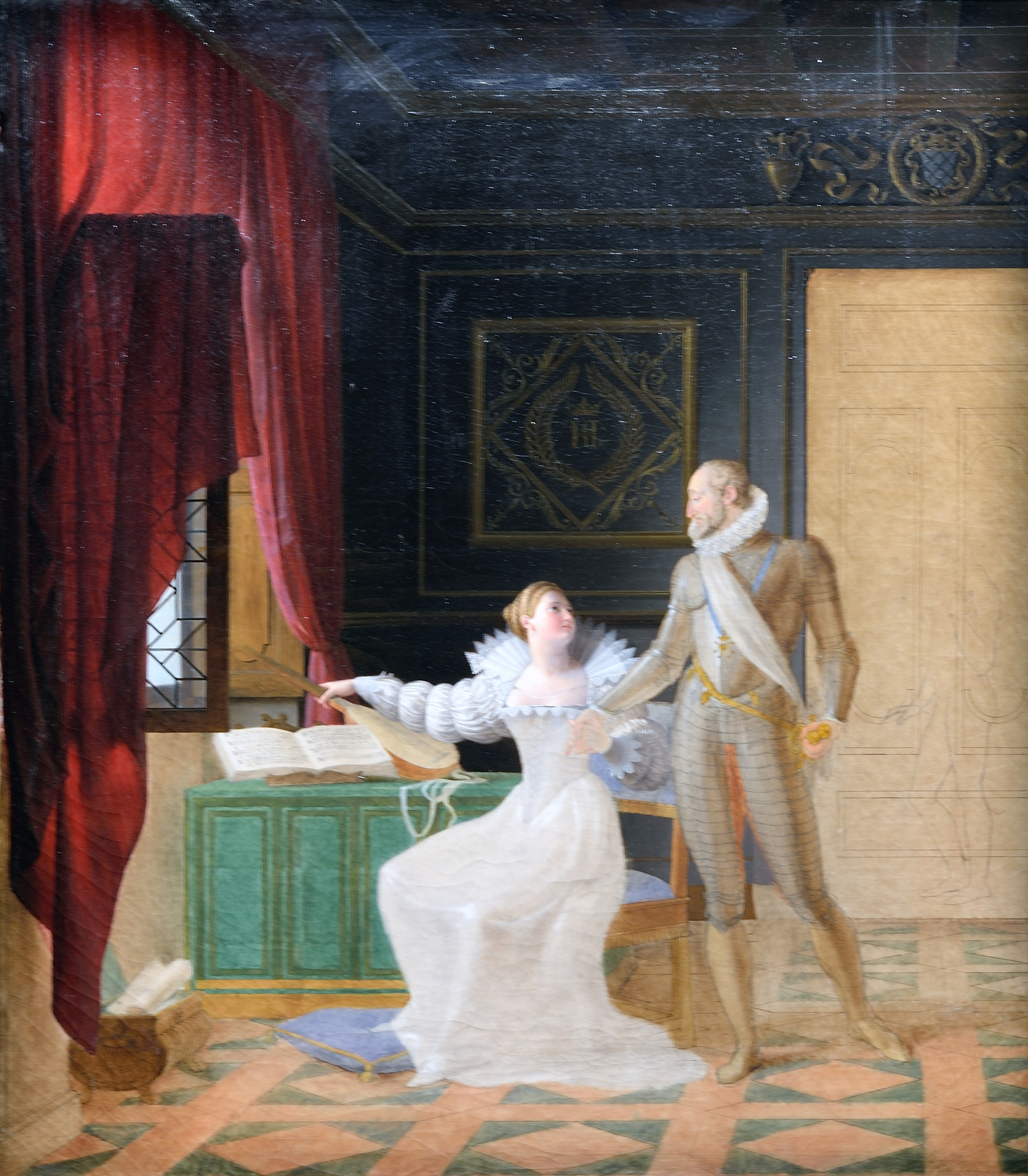
Enrico IV e Gabrielle d'Estrées

Morì a Écully, all'età di 75 anni.

## Considerazioni critiche
Se François Richard ricevette le prime lezioni di pittura a Lione, città dove la cultura dominante era quella della "fabbrica" e cioè delle grandi seterie della città, fu nell'atmosfera neoclassica dell'atelier di David che si svolse la parte essenziale della sua formazione. Come molti artisti inglesi e tedeschi dell'epoca, Richard, appassionato di storia, rimase affascinato dalla cavalleria del Medioevo e del Rinascimento italiano. Una sua visita al "Museo dei monumenti francesi", dove è esposta la tomba di Valentina Visconti (che fu moglie del Duca di Orléans), gli ispirò la sua prima grande opera realizzata con quel linguaggio utopistico e malinconico che caratterizzava i quadri dello "stile troubadour".
Questa forma di espressione pittorica, nata anche in seno allo stesso atelier di David e che stava divenendo quasi un vero movimento ideologico, riuscì ad imporre una corrente storicistica che attingeva ai maestri del XIV e XV secolo e che produsse una iconografia certamente più aneddotica che non autenticamente storica. François-René Martin definì tale corrente come « un ripiegarsi sulla sfera del privato ».
Richard fu assai colpito dalle opere attribuite al "re poeta", il buon Roi René, e, in particolare, dal suo trattato di storia dell'arte: "Le Cuer d'amours aspris" (Le Coeur d'amour épris).
Tornato a Lione Richard continuò a coltivare l'amicizia di Pierre Révoil con il quale, e in compagnia di un piccolo cenacolo, scoprì gli elementi naturali e le vestigia storiche dei dintorni di Lione, di Fourvière, di Saint-Just o dell'Île de Barbe.
Allo storicismo dei pittori "troubadour" si mescola dunque « una poetica della natura » e inoltre « la ricerca del tempo passato, di epoche remote, o della solitudine » Così, la cripta abbandonata di Sant'Ireneo a Saint-Just servì a Richard nei suoi studi per l'opera "Un cavaliere prega in una cappella, preparandosi alla battaglia"; la costruzione utilizzata nel quadro "La giovinetta alla fontana" altro non è se non un sarcofago romano dell'Île de Barbe; e di nuovo troviamo l'Ile de Barbe associata al chiostro di Notre-Dame de l'Isle a Vienne, nella tela "L'eremitaggio di Vaucouleurs".
Quando si cercò, all'inizio del XX secolo, di riconnettere Richard alla Scuola di Lione, malgrado la sua formazione sia stata prevalentemente parigina, la sua carriera (del tutto nazionale) e la sua pittura, di cui il genere storico non è affatto specifico di Lione, nonché le sue esecuzioni, apparvero talvolta meticolose e grette..
Negli scritti critici di Richard si trova una riflessione che prefigura una sua anticipata simpatia per il movimento simbolista:
«La pittura non è l'imitazione della realtà. È un simbolo, un linguaggio figurato che presenta l'immagine del pensiero. E il pensiero, salendo sino alla fonte della bellezza infinita, trova quelle forme archetipiche, già indicate da Platone, di cui gli esseri del creato non sono che delle copie».

## Opere
- 1802 - Valentina di Milano piange la morte del suo sposo Luigi d'Orléans, assassinato nel 1407 da Giovanni senza Paura, duca di Borgogna, Museo de l'Ermitage, San Pietroburgo.
- 1804 - Carlo VII scrive il suo addio a Agnès Sorel  Museo nazionale dei castelli della Malmaison e di Bois-Préau, Rueil-Malmaison.
- 1805 - Un Cavaliere in preghiera in una cappella, si prepara al combattimento, Museo di Belle arti, Lione.
- 1810 - La Morte di San Paolo eremita,  Museo Gassendi, Digne
- 1819 - Tannegui du Chastel salva il Delfino,  Museo nazionale del castello di Fontainebleau.
- 1819 - L'Eremitaggio di Vaucouleurs, Louvre, Parigi.
- 1820 - Cappuccetto rosso, Louvre, Parigi.
- 1821 - Il Tasso in prigione visitato da Montaigne, Museo di Belle arti,  Lione.
- 1821 - Verde Verde, Museo di Belle arti,  Lione.
- 1822 - La Morte del principe di Talmont, Museo di Brou, Bourg-en-Bresse.
- 1822 - La Certosa di San Bruno,  Museo di Grenoble
- 1825 - Giovinetta alla fontana, Museo di Belle arti,  Lione.
- 1844 - Comminges e Adelaide nel convento di La Trappe, Museo di Belle arti,  Lione.
- N.D. - Interno del convento dei "Cordeliers de l'Observance", Museo di Belle arti,  Lione.
- N.D. - Scena in una cappella in rovina, Museo di belle arti,  Lione.
- N.D. - Ingresso del convento, Museo di Belle arti,  Lione.
- N.D. - Il chiostro di Saint-Trophime a Arles, Museo di Belle arti,  Lione.
- N.D. - Jacques de Molay, gran Maestro dei Templari, Rueil-Malmaison.
- N.D. - Madame Elisabeth nel suo giardino di Montreuil, Museo del Castello e dei Trianon, Versailles.
- N.D. - Madame Elisabeth de France, sorella del re, assiste alla distribuzione del latte nella sua casa di Montreuil, Museo di Belle arti, Lione.
- N.D. - L'artista e la sua famiglia, Museo di Belle arti, Lione.

## Galleria d'immagini

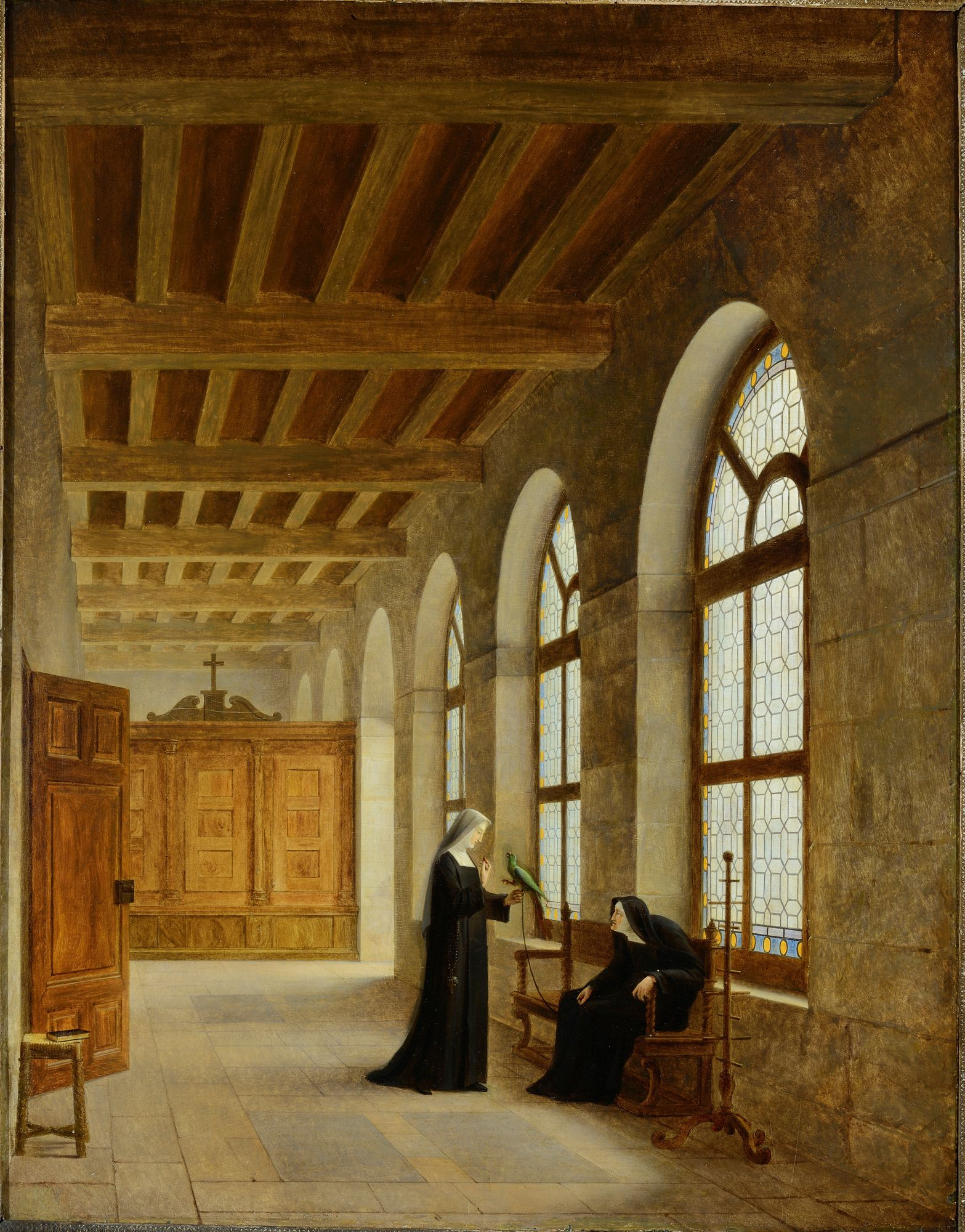
Vert-Vert
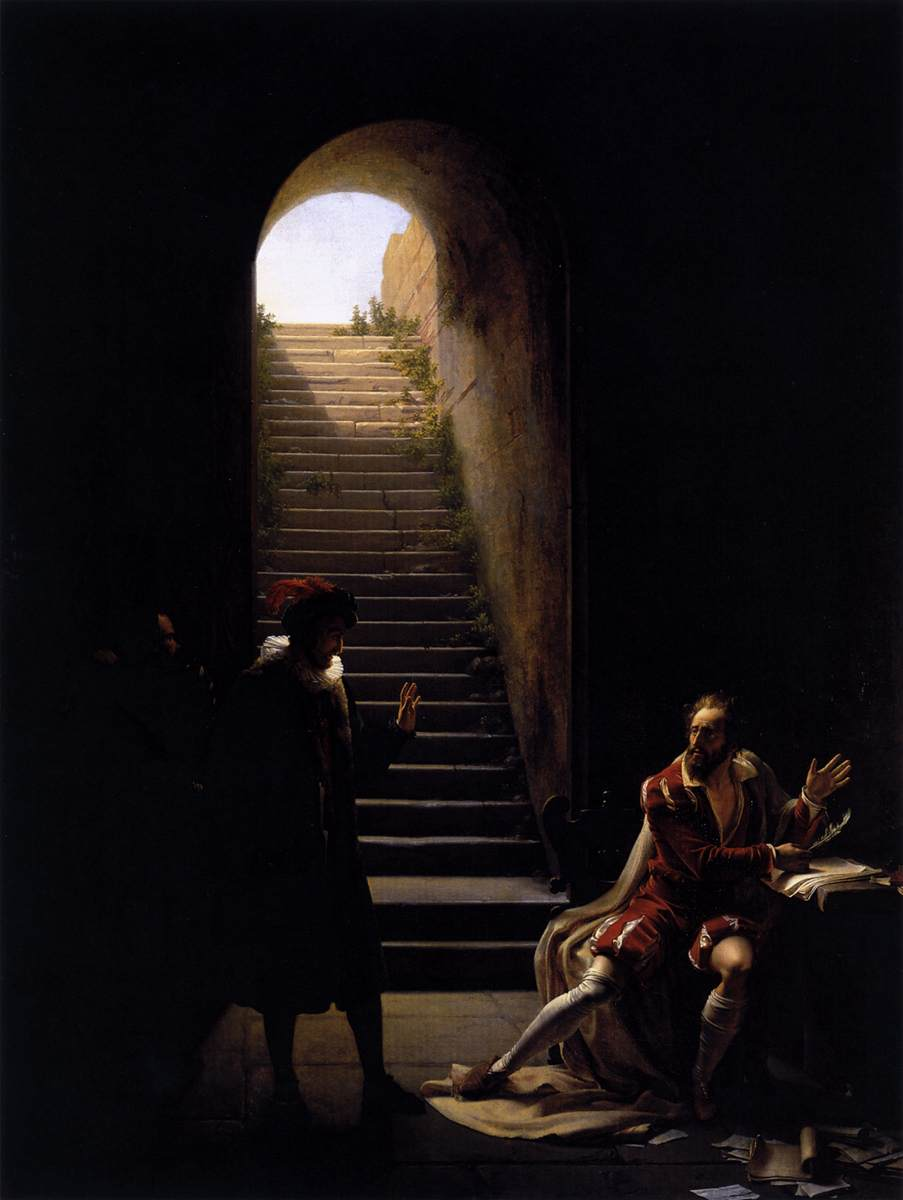
Montaigne visita il Tasso in prigione
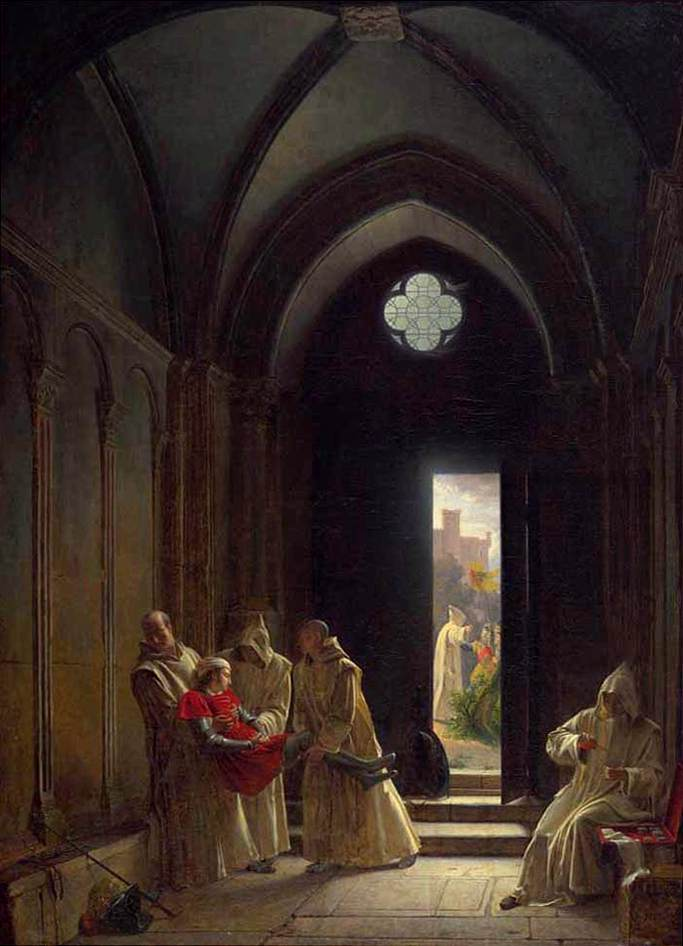
Morte del principe di Talmont
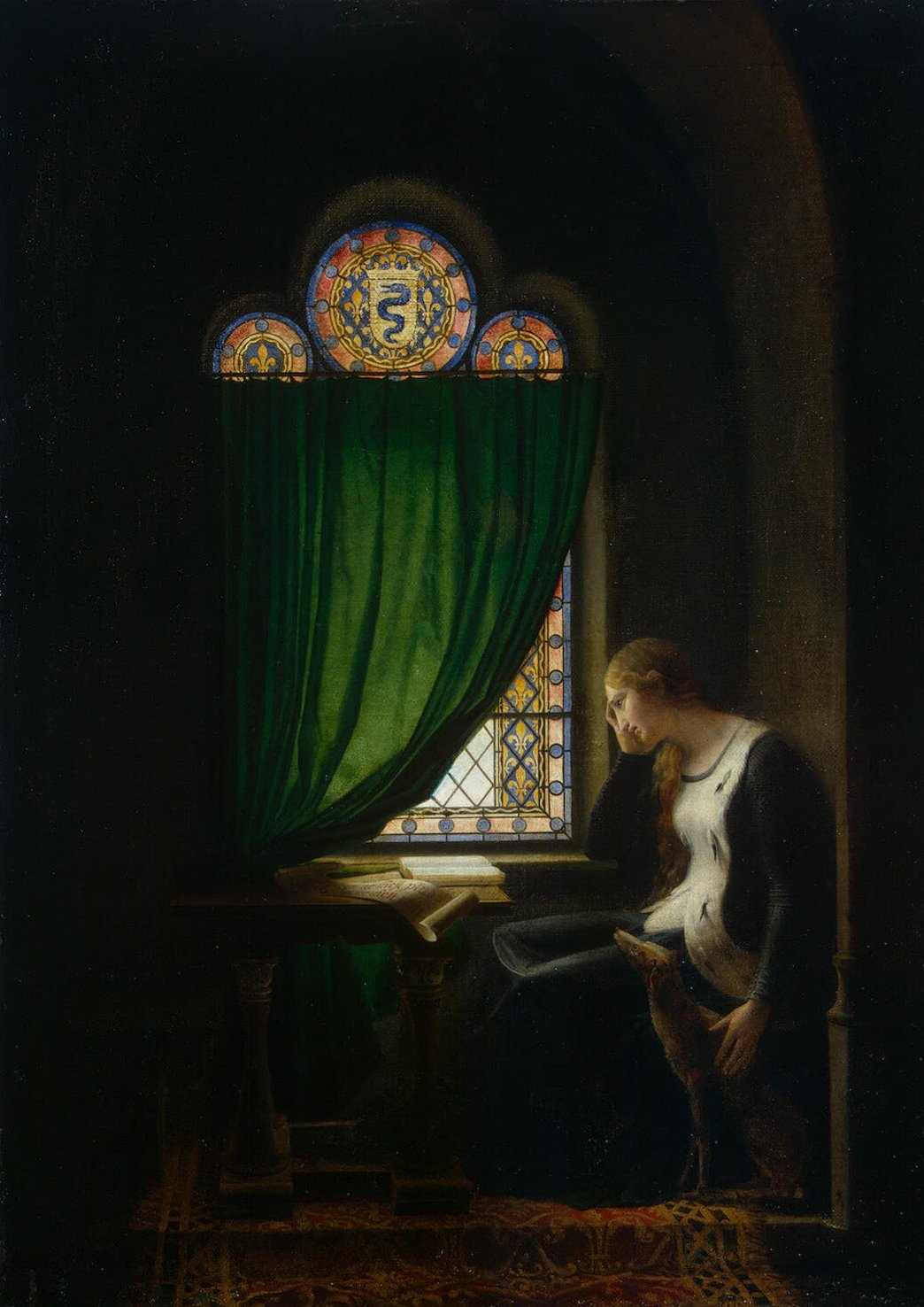
Valentina Visconti piange suo marito, il Duca di Orléans
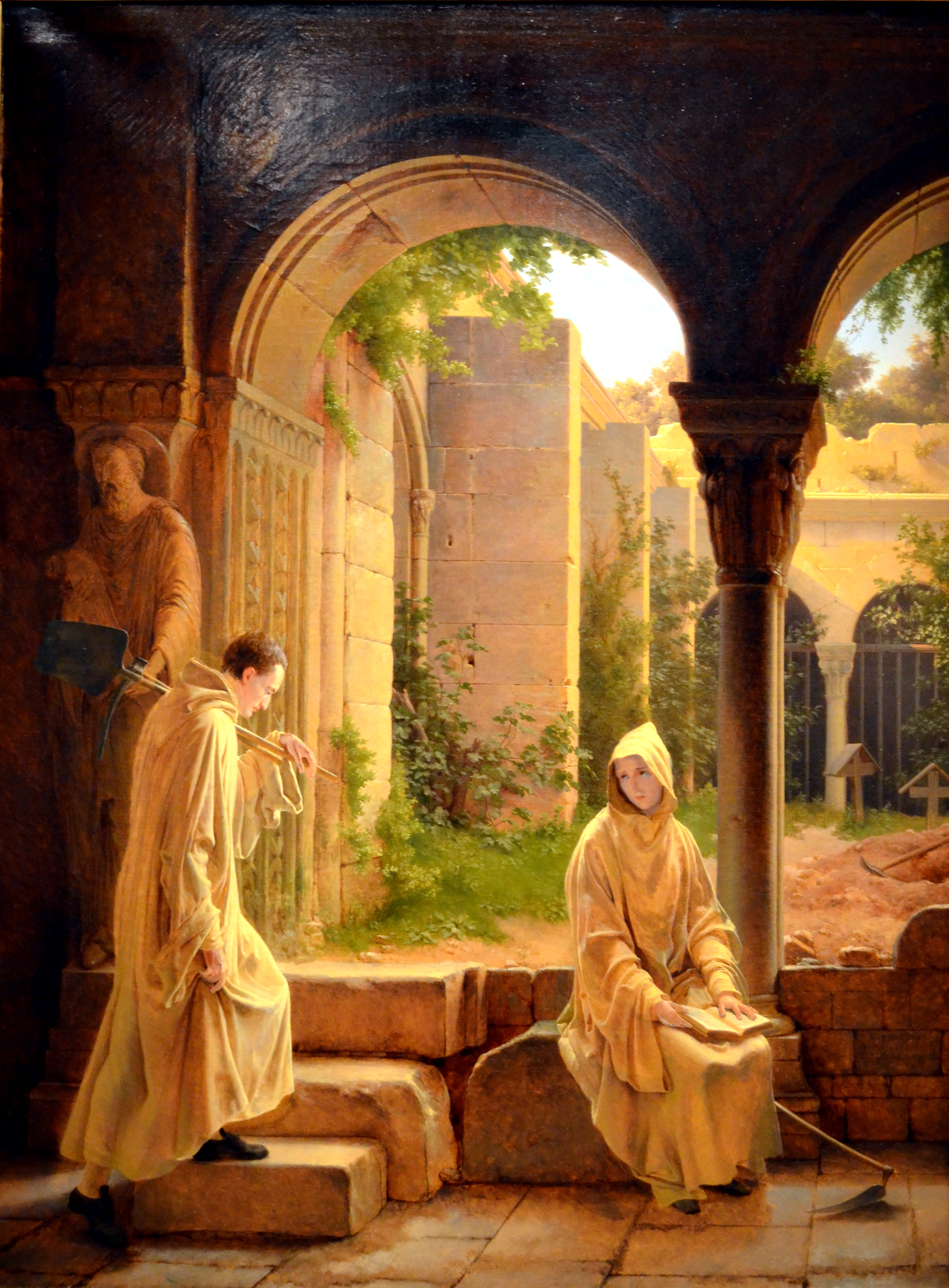
Comminges e Adelaide